# Castillo de Hachinohe
El castillo de Hachinohe (八戸城, Hachinohe-jō) fue un castillo japonés que constituyó el centro administrativo del Dominio de Hachinohe, un dominio feudal del clan Nambu, situado en el centro de la actual ciudad de Hachinohe en la Prefectura de Aomori, en Japón. Hoy en día no queda prácticamente resto alguno del castillo.

## Historia
Después de que el clan Nambu Hachinohe fuera trasladado a Tōno, Nambu Toshinao (del clan Nambu Morioka) fue reubicado a Hachinohe, un lugar estratégico por encontrarse adyacente a Tsugaru, y empezó a trabajar en el nuevo castillo.
La construcción del castillo de Hachinohe se inició en 1627, pero debido a las restricciones establecidas por el shogunato Tokugawa, que no permitía la existencia de más de un castillo por dominio, era considerado oficialmente como un jin'ya (centro administrativo fortificado). Tenía dos fosos concéntricos, un edificio central de dos pisos y diversos edificios administrativos y almacenes, pero sin torre del homenaje (tenshu). En 1664 se convirtió en el centro del nuevo Dominio de Hachinohe. Entre 1827 y 1829 el octavo daimio de Hachinohe, Nambu Nobumasa, construyó un nuevo palacio en el recinto interior y una escuela de clan donde se impartían estudios marciales y literarios (文武学校, bunbugakkō) en el segundo recinto. En 1838 el Dominio de Hachinohe fue ascendido de categoría por el shogunato Tokugawa y, el castillo de Hachinohe fue por primera vez oficialmente designado como "castillo".
Después de la restauración Meiji el nuevo gobierno ordenó la destrucción de todas las viejas fortificaciones medievales y, de acuerdo con esta directiva, todas las estructuras del castillo de Hachinohe fueron demolidas el año 1871. En los terrenos que había ocupado el recinto interior se erigió un santuario sintoísta, el Miyagi Jinja (三八城神社). Hoy en día hay un parque público en el emplazamiento del antiguo castillo y, con excepción de un monumento y de los nombres de los lugares, nada queda en su emplazamiento original.
Del castillo ha sobrevivido una puerta, construida en 1797, que había formado parte del palacio Sumigoten. Se encuentra hoy en día en la residencia privada del clan Nambu Hachinohe, que recibió el título de vizconde durante el periodo Meiji. La Sumigoten Omote  (角御殿表門) tiene la categoría de Propiedad Cultural Importante de la Prefectura de Aomori.